# 藤原乙牟漏
藤原乙牟漏（ふじわら の おとむろ、760年〈天平宝字4年〉 - 790年4月28日〈延暦9年閏3月10日〉）は、日本の第50代天皇・桓武天皇の皇后。平城天皇・嵯峨天皇の生母となった。藤原鎌足の玄孫にあたる。

## 親族
父は藤原式家の藤原良継、母は阿倍粳蟲の娘で尚侍兼尚蔵（就任時期不明）・阿倍古美奈。山部親王の許に入内し、宝亀5年（774年）8月に小殿親王（後に改名して安殿）を産んだ。

## 生涯

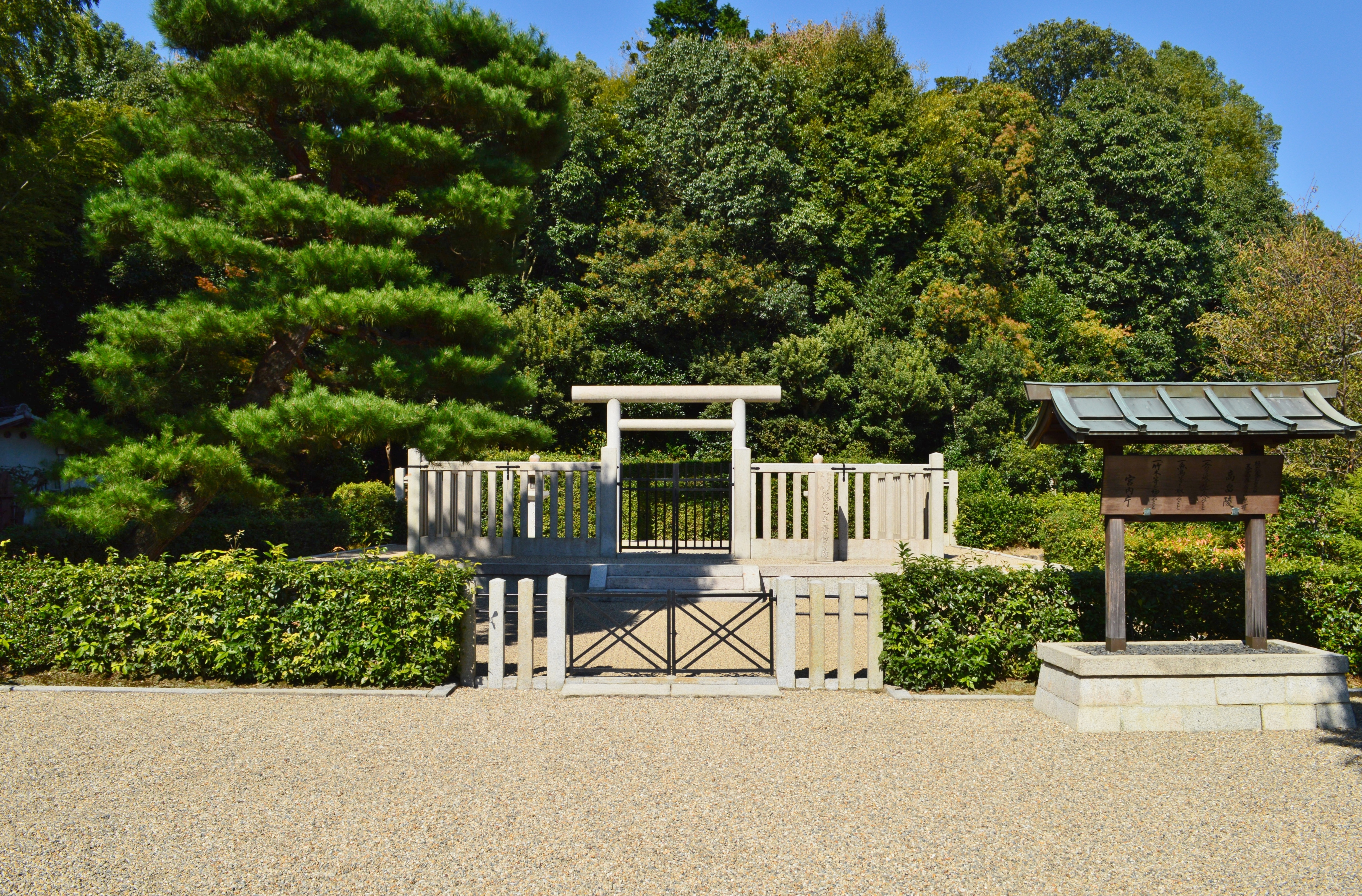
天之高藤廣宗照姫之尊 高畠陵
（京都府向日市）ただし考古学的には古墳時代前期（4世紀代）の首長墓とされる。

天応元年（781年）4月15日には山部親王が即位して桓武天皇となり、延暦2年（783年）2月5日には無位から正三位に叙される。2月7日には夫人（ぶにん）となり、4月には皇后に立てられる。同4年（785年）には安殿親王（後の平城天皇）が立太子される。
延暦5年（786年）には神野親王（後の嵯峨天皇）を産む。同8年（789年）には高志内親王を産む。同9年（790年）閏3月10日に31歳で崩御し、高畠陵（長岡陵、京都府向日市）に葬られた。大同元年（806年）には即位した平城天皇により、皇太后を追贈された。『続日本紀』によると「后性柔婉にして美姿あり。儀、女則に閑って母儀之徳有り」と記されており、「乙牟漏皇后は美しい方で、温和なお人柄であられた。礼儀正しく、良き母であられた」という意味である。